# Hermann Helms
Hermann Helms   (Brooklyn, 5 de gener de 1870 - Brooklyn, 6 de gener de 1963) va ser un jugador d'escacs, escriptor i promotor d'escacs estatunidenc. És membre del Saló de la Fama d'Escacs dels Estats Units, organitzat com a part del World Chess Hall of Fame.

## Biografia

### Competició d'escacs
Helms va néixer a Brooklyn, però va passar gran part de la seva infantesa a Hamburg, Alemanya i a Halifax, Canadà, on un company d'escola li va ensenyar a jugar als escacs. Va tornar a viure a Brooklyn als 17 anys i s'hi va establir. El seu primer èxit notable d'escacs va ser com a membre de l'equip del Brooklyn Chess Club que va guanyar la Lliga Metropolitana de Nova York de 1894-95, amb Harry Nelson Pillsbury com a capità. Com a jugador, Helms va guanyar dues vegades el Campionat de l'Estat de Nova York, el 1906 i el 1925, i va arribar a tenir força de mestre nacional, amb èmfasi en el joc d'atac agut. Durant la seva carrera als escacs, va derrotar forts jugadors com ara Pillsbury i Frank Marshall. Helms també va representar els Estats Units en cinc matxs per cable contra Anglaterra, a principis del segle xx. Es va retirar de la competició d'escacs més seriosa quan tenia quaranta anys, però va romandre actiu en tornejos blitz al Marshall Chess Club fins als més de vuitanta anys.

### Escriptor d'escacs
Helms va exercir com a reporter d'escacs al New York Times durant més de cinquanta anys, fins al 1962. Helms va fundar l'American Chess Bulletin el 1904, i publicaria i editaria aquesta revista fins a la seva mort el 1963. Helms va escriure columnes d'escacs per al diari Brooklyn Daily Eagle des de 1893 fins que el periòdic va plegar el 1955. Helms també va escriure columnes d'escacs per al New York World durant 15 anys, per al New York Post durant deu anys i per al New York World-Telegram durant deu anys.

### Organitzador d'escacs
Helms va ajudar a organitzar dos grans esdeveniments internacionals de Grans Mestres: el torneig de Nova York 1924 (guanyat per Emanuel Lasker) i el torneig de Nova York 1927 (guanyat per José Raúl Capablanca), que es troben entre els tornejos més importants que s'han organitzat mai. Va editar els llibres del torneig d'aquests dos esdeveniments, escrits per Aleksandr Alekhin. Helms també va organitzar i promoure gires nacionals d'escacs per a jugadors de primer nivell com Capablanca, Alekhine, Lasker, Géza Maróczy i Frank Marshall.
Helms va ser reconegut formalment l'any 1943 per la Federació d'Escacs dels Estats Units com el "Degà dels Escacs Americans", i va mantenir aquesta designació fins a la seva mort als 93 anys el 1963. Helms va ser qualificat com "el periodista més important de la història dels escacs nord-americans" per Arnold Denker i Larry Parr, en el seu respectat llibre de 1995 The Bobby Fischer I Knew And Other Stories (p. 329), que és la font principal d'aquest article.
Helms va ajudar Bobby Fischer el 1951 amb el seu pas als escacs organitzats, quan va respondre a una carta de la mare de Bobby, Regina Fischer, que buscava oponents a Brooklyn per al seu fill de vuit anys. Helms va animar i estimular el jove Fischer, que es desenvoluparia molt ràpidament, i es convertiria en campió dels Estats Units als 14 anys el 1957, i després va guanyar el Campionat del món d'escacs el 1972.
Hi ha un petit fitxer de deu de les seves partides a chessgames.com. Això inclou diverses victòries sobre Frank Marshall, un dels millors jugadors del món, així com la "partida immortal" de Helms, una coneguda victòria tàctica impressionant sobre James Smyth el 1915.
Helms va ser inclòs al Saló de la Fama dels Escacs dels Estats Units el 1988.